# Agawam (Massachusetts)
Agawam város az USA Massachusetts államában, Hampden megyében. Lakosainak száma 28 692 fő (2020. április 1.).

## Népesség
A település népességének változása:

| 2010 | 28 438 |
| 2020 | 28 692 |